# 一宮町 (愛知県)
一宮町（いちのみやちょう）は、愛知県宝飯郡にあった町。
2006年2月1日に豊川市に編入合併した。通称、三河一宮（みかわいちのみや）。現在、豊川市の町名として一宮町が存在する（旧一宮町大字一宮の区域）。

## 地理
- 本宮山（ほんぐうさん） - 標高789m、本茂山のこと。

## 歴史
- 1906年（明治39年）7月1日 - 宝飯郡桑富村、本茂村が合併、宝飯郡一宮村が発足。
- 1954年（昭和29年）4月1日 - 八名郡大和村を編入。
- 1955年（昭和30年）4月1日 - 八名郡双和村大字金沢を編入。
- 1961年（昭和36年）4月1日 - 町制施行で宝飯郡一宮町となる。
- 1973年（昭和48年）1月 - 町民憲章を制定。
- 2002年（平成14年）8月 - 「本宮の湯」開業。
- 2005年（平成17年）2月27日 - 豊川市との合併の是非を問う住民投票で合併賛成が過半数に。
- 2005年（平成17年）3月12日 - 豊川市との合併協定書に調印。
- 2006年（平成18年）2月1日 - 豊川市に編入合併。一宮町の大字は「豊川市xx町」となった。
- 2020年（令和2年）2月8日 - 旧大字大木と大字一宮の一部が「豊川市 大木新町通1〜4丁目」となる[2]。

## 教育

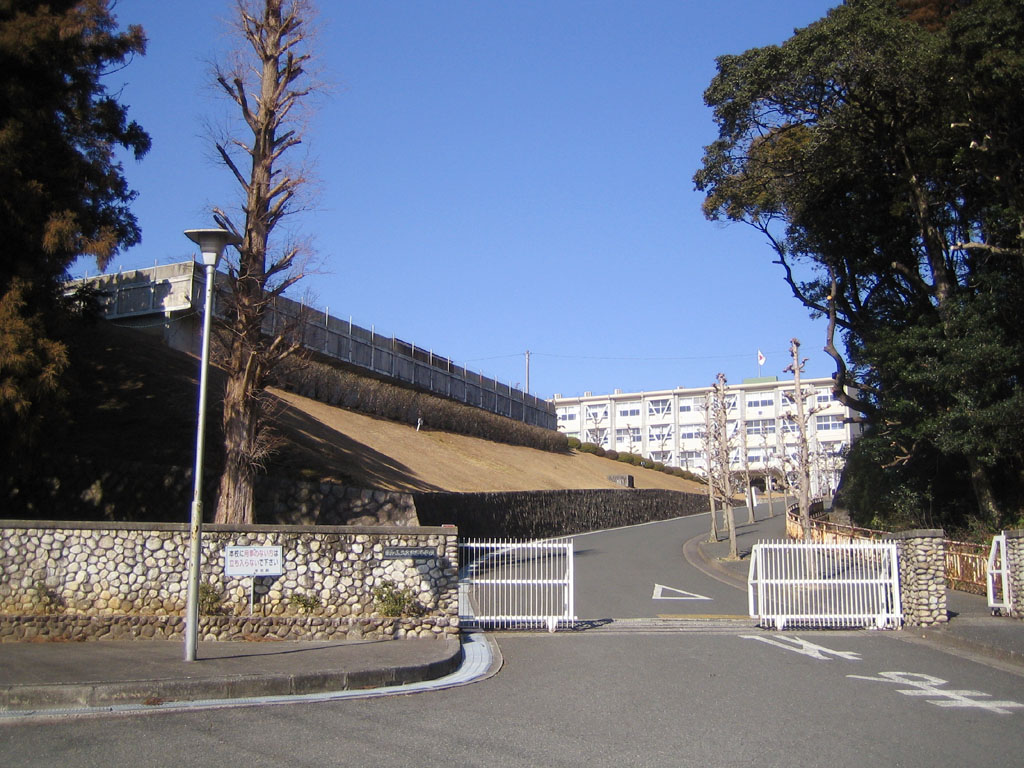
宝陵高等学校

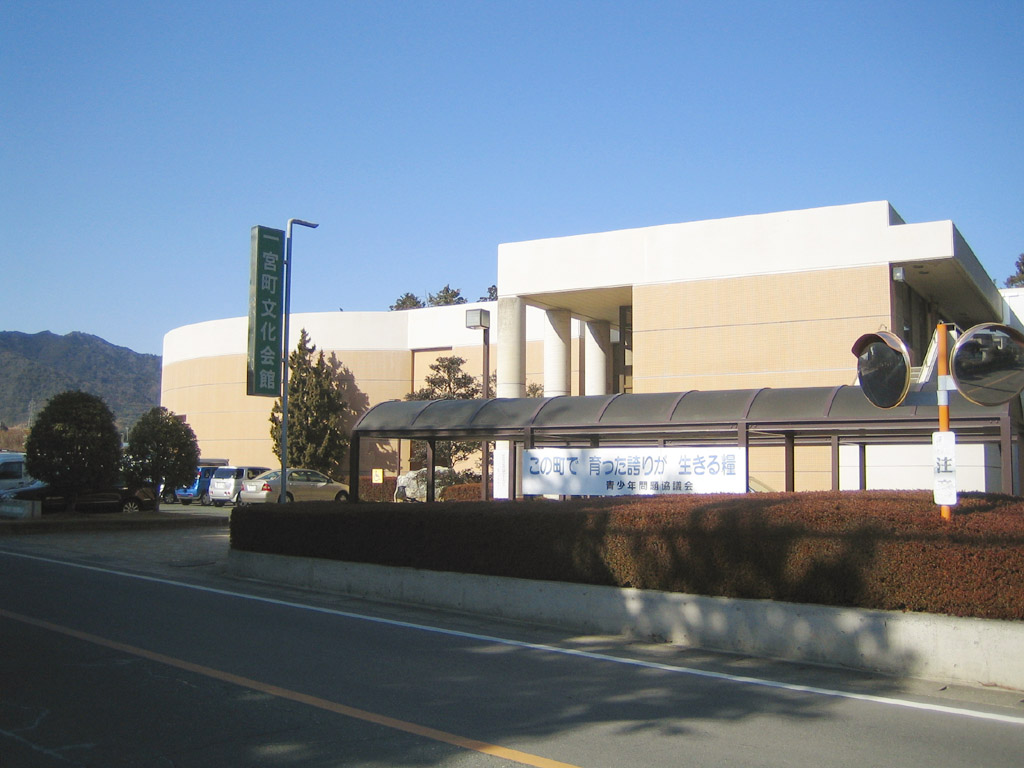
一宮町文化会館

### 高等学校
- 愛知県立宝陵高等学校[3]

### 中学校
- 一宮町立一宮中学校（合併後は豊川市立一宮中学校に改名）

### 小学校
- 一宮町立東部小学校（合併後は豊川市立一宮東部小学校に改名）
- 一宮町立西部小学校（合併後は豊川市立一宮西部小学校に改名）
- 一宮町立南部小学校[4]（合併後は豊川市立一宮南部小学校に改名）

### 職業教育
- 愛知県東三河高等技術専門校
- 愛知身体障害者職業能力開発校

### 社会教育
- 一宮町歴史民俗資料館（合併後は豊川市民俗資料館）
- 一宮町文化会館（合併後は豊川市一宮生涯学習会館）
- 健康福祉センター（いかまい館）

#### 若返大学
1960年（昭和35年）より、一宮町では、若返大学と称する高齢者の自主運営による生涯教育に力を入れていた。これは、1962年の老人福祉法による老人クラブ活動奨励に先んじた活動で、高齢者福祉の先進例といえる。活動名の若返大学の由来は、発起人の浦野藤一郎（当時県議会議員）の「本学に高齢者あれど老人なし」の理念によった。

## 産業

### 本社を置いた主な企業
- シロキ工業 - 自動車用内装機能部品・車体外装部品、列車用シートの製造・販売
- UACJ鋼管 - 銅管、チタン管などの製造・販売（1969年3月設立。1985年4月、住友軽金属工業に吸収された。2011年10月に再び分離して住軽伸銅本社となり、2013年に親会社が古河スカイに統合された為に名称変更）
- トリイパン粉 - パン粉の製造・販売

### 製造業
- イトモル一宮工場 - 工業用精密プラスチック複合部品の製造
- オーエスジー大池工場 - 工具類の製造
- 光陽一宮工場 - ゼリー、冷凍うどんの製造
- 新東工業一宮事業所
- 津田工業豊川工場 - 自動車部品の製造

### 商業
- クックマート一宮店
- 精文館書店一宮店
- JAひまわりグリーンセンター一宮

## 観光

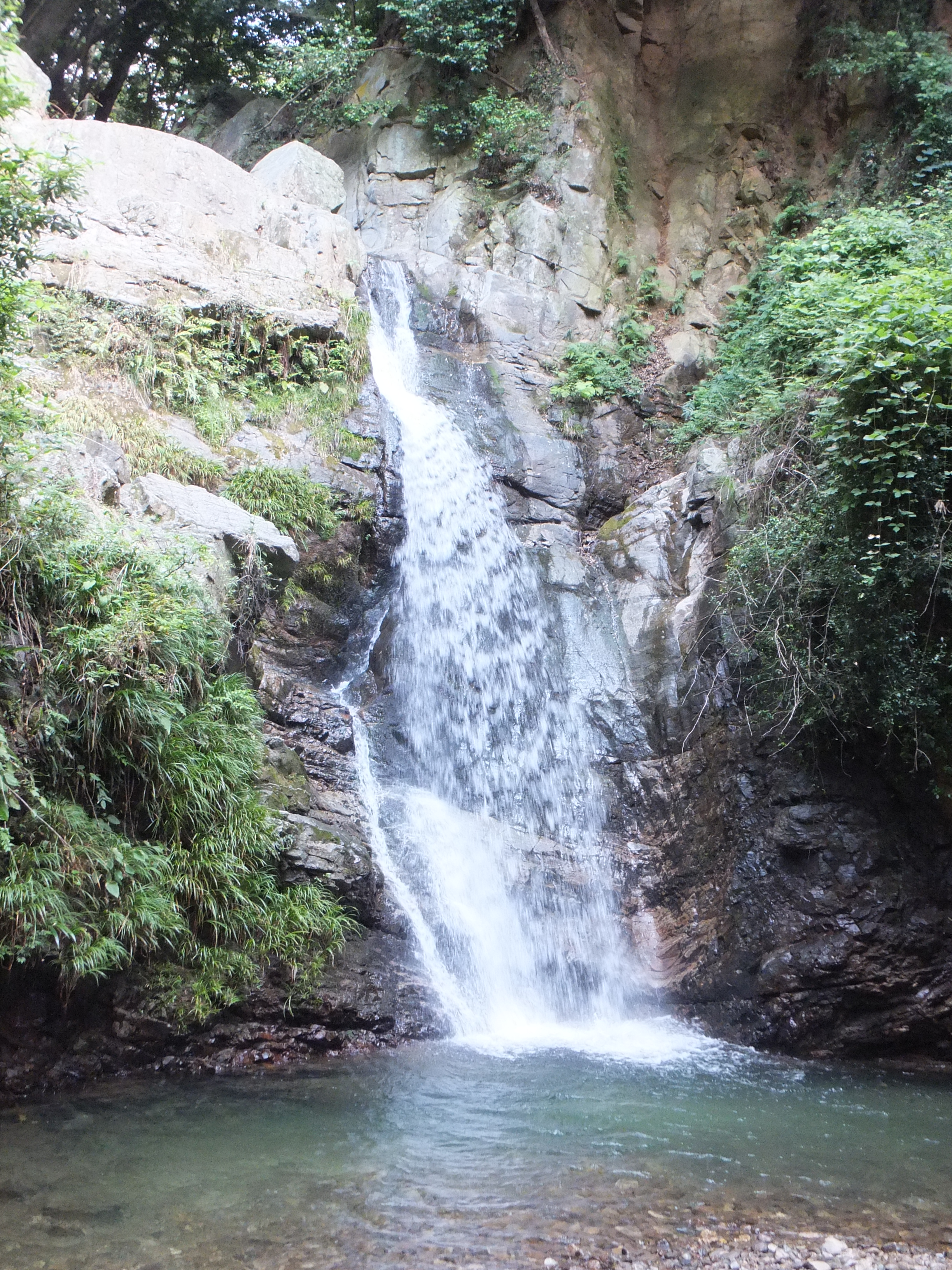
牛の滝

- 砥鹿神社 （三河一ノ宮）　例祭は毎年5月3日〜5月5日
- 本宮山
- 牛の滝
- 本宮の湯
- ふるさと自然のみちウォーキングセンター
- 本宮パークカントリークラブ

## 交通

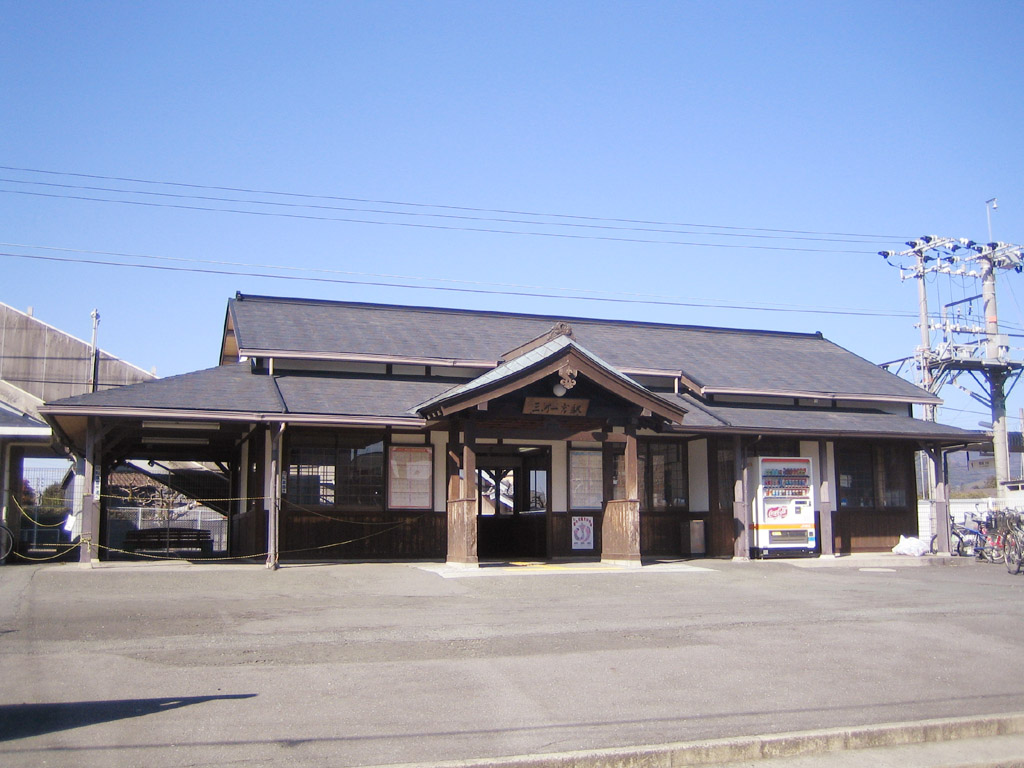
三河一宮駅

### 鉄道
- 東海旅客鉄道
  - 飯田線：三河一宮駅 - 長山駅 - 江島駅 - 東上駅
- 町役場は、三河一宮駅 と 長山駅の中間にあった。

### 道路
- 高速自動車国道
  - 東名高速道路豊川インターチェンジ - 町南端に隣接。なお本線も一部町内を走る。
- 一般国道
  - 国道151号 - 町内を貫通。
- 主要地方道
  - 愛知県道21号豊川新城線
  - 愛知県道69号豊橋鳳来線
  - 愛知県道31号東三河環状線
- 一般県道
  - 愛知県道380号松原豊橋線
  - 愛知県道381号富岡一宮線
  - 愛知県道382号一宮額田線
  - 愛知県道391号金沢江島停車場線
  - 愛知県道498号三蔵子一宮線
  - 愛知県道500号東上豊川線　1994年4月1日、愛知県道21号豊川新城線に統合

### 路線バス
- 豊鉄バス
  - 新豊線：豊橋駅前 - 砥鹿神社前 - 新城車庫前
  - 金沢線[5]：豊橋駅前 - 和田辻 - 金沢 - 江島下

### 高速バス
- 東名豊川バスストップ - 豊川インターチェンジ内。JR三河一宮駅から徒歩20分。

## 出身有名人
- 城所龍磨 （元プロ野球選手）
- 富安風生 （俳人、元逓信事務次官）
- 冨安徳久 （ティア創業者)
- 足木敏郎 （元プロ野球選手・元中日渉外部長）
- 渡辺いっけい （俳優）
- 松井英幸 （競輪選手・1986年世界自転車選手権で中野浩一に次ぐ2位）
- 山本裕典 （俳優）
- 三遊亭萬橘（落語家）